# Coca-Cola Amatil
Coca-Cola Amatil Limited (CCA) var ett australiskt multinationellt livsmedelsföretag som producerade och distribuerade olika produkter som läskedrycker, energidrycker, juicer, fruktdrycker, vatten, kaffe och alkoholdrycker från olika uppdragsgivare, dock främst från den amerikanska multinationella dryckestillverkaren The Coca-Cola Company. Företaget hade också verksamheter inom odling och förpackande av frukter och tomater. CCA sålde sina drycker i Australien, Fiji, Indonesien, Nya Zeeland, Papua Nya Guinea och Samoa.

## Historik
De grundades 1904 som British Tobacco Company Limited och var då ett tobaksbolag. På 1960-talet expanderade de till nya branscher så som de nationella förpacknings- och livsmedelsindustrierna. Företaget kom först kontakt med Coca-Cola 1965 när man förvärvade dryckestillverkaren Coca-Cola Bottlers Pty Ltd. i Perth. 1977 bytte de namn till Allied Manufacturing and Trade Industries Limited (Amatil Limited) och fram till 1989 köpte de flertal tillverkare av Coca-Cola och snacks, främst i Europa. I detta skede gick The Coca-Cola Company in som storägare och bytte namn på företaget till det nuvarande, Coca-Cola ville dock inte förknippas med tobak så de sålde av företagets tobaksdivision till British American Tobacco. 1992 sålde Amatil sin snacksdivision och 1998 knoppade man av sina europeiska verksamheter och la dessa i ett nytt bolag med namnet Coca-Cola Beverages Ltd (ingår idag i Coca-Cola HBC AG.) I maj 2021 blev CCA fusionerad med brittiska Coca-Cola European Partners (CCEP) för omkring 5,5 miljarder brittiska pund. CCEP meddelade samtidigt att de skulle byta namn till Coca-Cola Europacific Partners.

## Varumärken
Ett urval av varumärken som de producerade:
- Appletiser
- Aquarius
- Coca-Cola
- Coca-Cola Life
- Coca-Cola Light
- Coca-Cola Plus Coffee No Sugar
- Coca-Cola Vanilla
- Coca-Cola Zero
- Famous Grouse
- Fanta
- Fanta Zero
- Fuze
- Galliano
- Jim Beam
- Knob Creek
- Laphroaig
- Lemon & Paeroa
- Lift
- Maker's Mark
- Midori
- Minute Maid
- Monster Energy
- Nestea
- Powerade
- Powerade Zero
- Rekorderlig
- Samuel Adams
- Schweppes
- Sprite
- Sprite Zero
- Vitamin Water